# Colònia Llobeta
La Colònia Llobeta és un edifici del municipi d'Aiguafreda (Osona) que forma part de l'Inventari del Patrimoni Arquitectònic de Catalunya.

## Descripció
És un edifici aïllat de planta rectangular. Consta de planta baixa i un pis, cobert amb teulada a doble vessant. La composició és simètrica. Hi ha un cos central més elevat, on es troba l'escala d'accés a l'edifici, a la part superior té una finestra geminada amb arcs escalonats. Els habitatges es troben als cossos laterals. Les portes i finestres tenen un emmarcament pla de diferent color que l'estructura mural.